# جزيرة نيغهورن

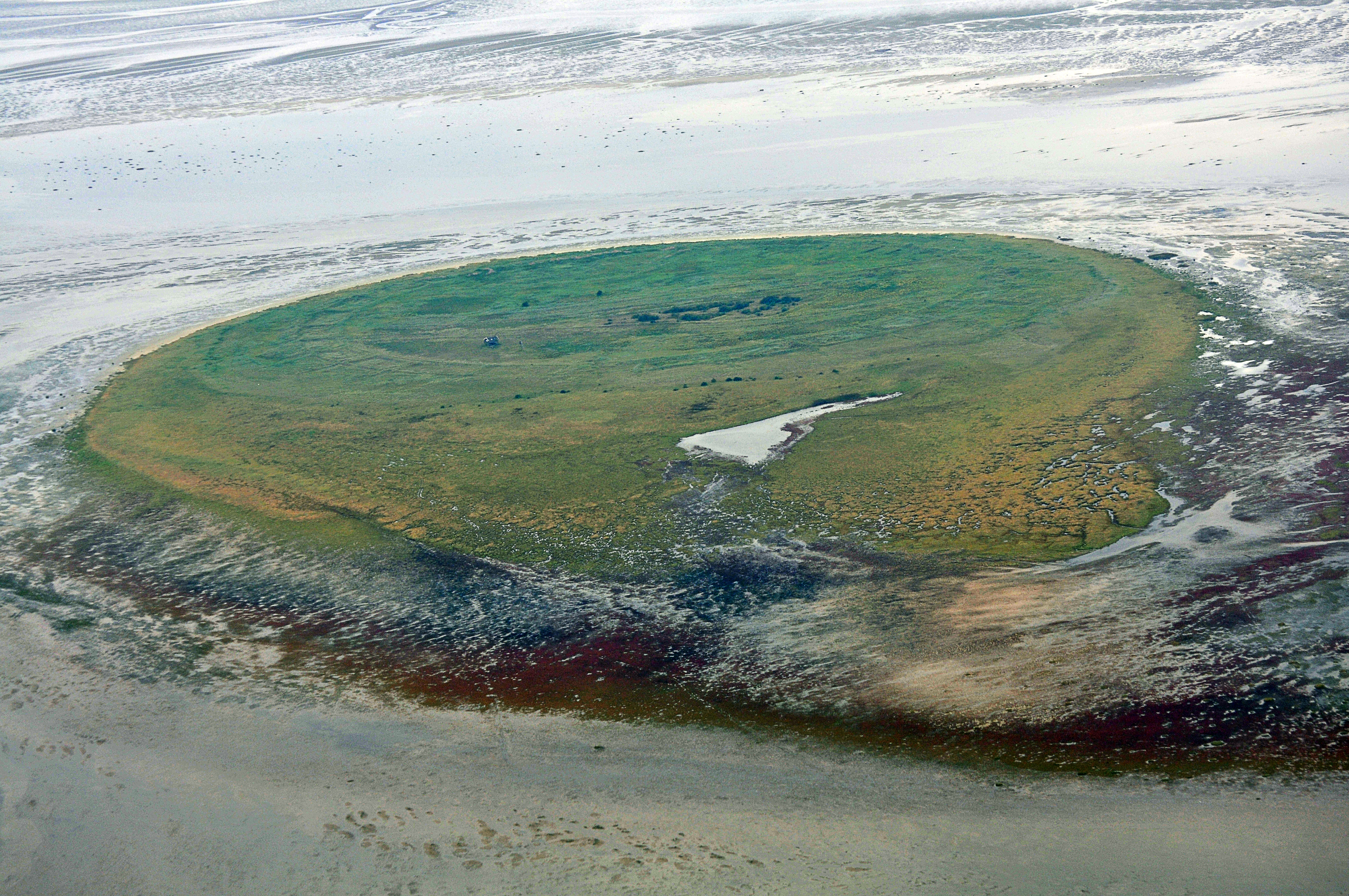
منظر جوي لجزيرة نيغهورن

جزيرة نيغهورن (بالألمانية: Nigehörn) هي جزيرة اصطناعية غير مأهولة في بحر الشمال تنتمي إلى مدينة هامبورغ الألمانية.